# Antiochus van Syracuse
Antiochus van Syracuse (Oudgrieks: Ἀντίοχος ὁ Συρακούσιος) was een Grieks historicus uit Magna Graecia, die floreerde rond 420 v.Chr. Er is weinig bekend over Antiochus' leven, maar zijn werken, waarvan slechts fragmenten bewaard zijn gebleven, genoten een grote reputatie vanwege hun nauwkeurigheid. Wel is bekend dat hij een zoon was van Xenophanes en dat hij een tijdgenoot was van Herodotus en Thucydides.
Hij schreef een Geschiedenis van Sicilië over de periode tussen de vroegste Griekse kolonisatie tot 424 v.Chr., die gebruikt werd door Thucydides, en de Kolonisatie van Italië, waarnaar vaak verwezen wordt door Strabo en Dionysius van Halicarnassus. Hij is een van de auteurs waarvan de fragmenten verzameld werden in Felix Jacoby's Die Fragmente der griechischen Historiker.